# Црква Светог Саве у Колару
Црква Светог Саве у Колару, насељеном месту на територији града Јагодине, подигнута је 2016. године, припада Епархији шумадијској Српске православне цркве.
Црква брвнара се налази покрај пута Јагодина—Рековац. Посвећена је Светом Сави, првом Архиепископу српском. Са благословом епископа Јована, а у време тадашњег пароха Александра Гајића, изградња цркве је започета 2014. године, када је освештан камен темељац, крстови и звоно. Радови су приведени крају 2016. године.

## Галерија
- Црква Светог Саве
- Црква Светог Саве
- Црква Светог Саве
- Црква Светог Саве
- Црква Светог Саве